# ارکیده‌های سپردار
ارکیده‌های سپردار (نام علمی: Nervilia) نام یک سرده از تیره ثعلبیان است.